# Stupidedia

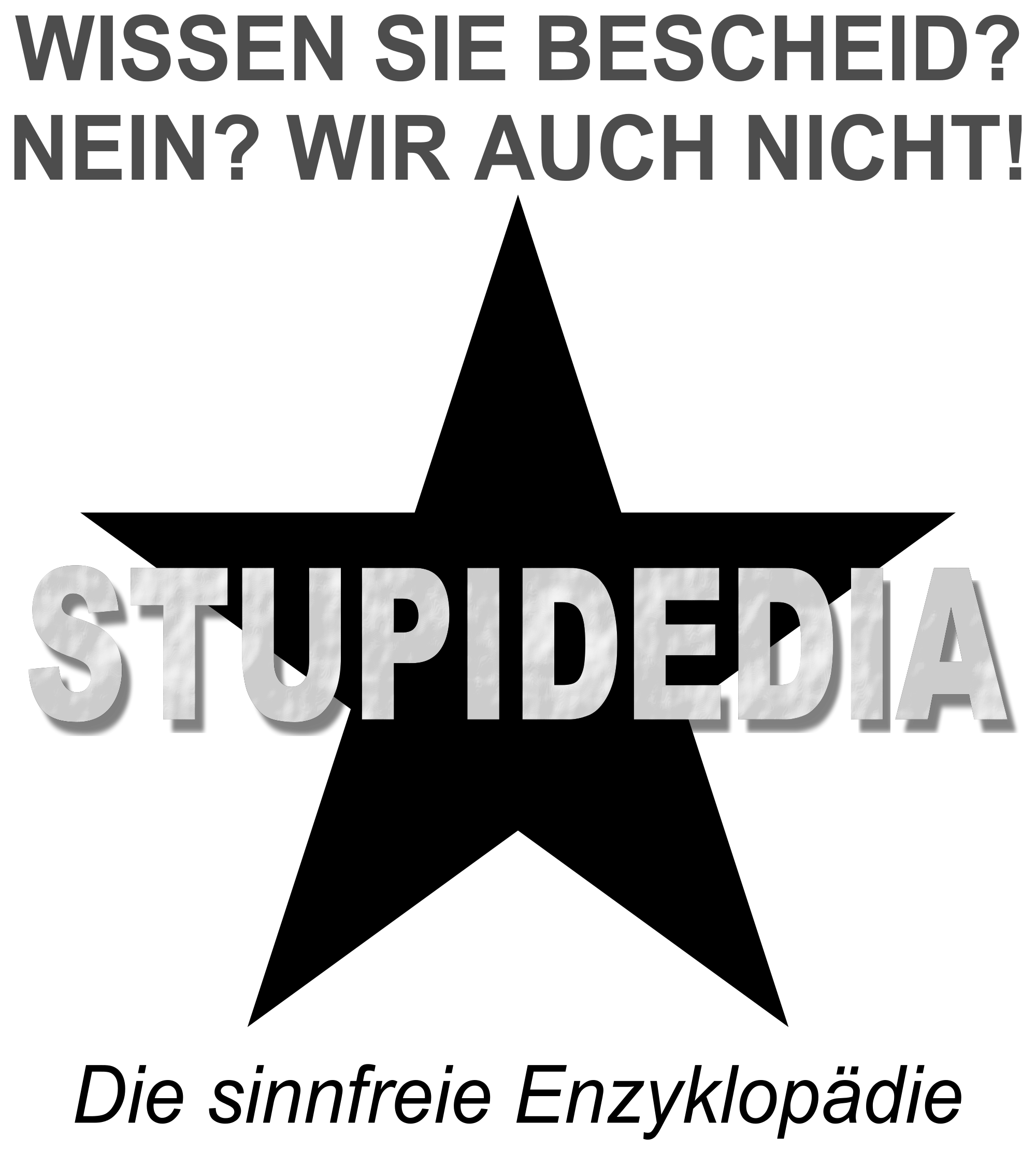
Logo de Stupidedia

Stupidedia (del inglés Stupid y encyclopedia o Wikipedia) es una enciclopedia wiki humorística en lengua alemana fundada el 17 de diciembre de 2004  por el autor austríaco David Sowka, cuyo pseudónimo en Stupidedia es „Uebel“ (Mal). Usa al igual que Wikipedia el soporte MediaWiki, pero no existe interdependencia de las dos enciclopedias. Stupidedia es financiada mediante ingresos publicitarios. Según la propia representación satírica de Stupidedia, "Wikipedia es una parodia de Stupidedia".

## Enlaces
- Stupidedia página principal
- Stupidedia en los medios (alemán)
- Stupidedia según Stupidedia (alemán
- Wikipedia según Stupidedia (alemán)